# 25 novembre 1922
Le samedi 25 novembre 1922 est le 329e jour de l'année 1922.

## Naissances
- Aden Meinel (mort le 3 octobre 2011), astronome américain
- Fumiko Nakajō (morte le 3 août 1954), écrivaine japonaise
- Ilja Hurník (mort le 7 septembre 2013), compositeur et écrivain tchèque
- Kim Chunsu (mort le 29 novembre 2004), poète sud-coréen
- Paulette Élambert, actrice française
- René Schérer, philosophe français

## Décès
- Temistocle Calzecchi-Onesti (né le 14 décembre 1853), physicien et inventeur italien

## Événements
- Découverte de (3378) Susanvictoria